# Jaguar XJ220
O XJ220 é um automóvel superesportivo da Jaguar fabricado entre 1992 e 1994. Com produção de 281 unidades no total, foi o veículo de série mais rápido do mundo, com velocidade máxima de 377 km/h, quando foi superado pelo McLaren F1, em 1994. Em 1992, no circuito de Nürburgring, marcou o recorde de 7:46.36 como volta mais rápida, no quesito "carro produzido em série", mantendo esta marca até 2000. 